# The Woman Who Left - La donna che se ne è andata
The Woman Who Left - La donna che se ne è andata (Ang babaeng humayo) è un film del 2016, scritto e diretto da Lav Diaz. Primo film filippino a vincere il Leone d'Oro al miglior film., è anche il primo film girato da Charo Santos-Concio dopo la sua lunga parentesi come presidente della ABS-CBN tra il 2008 e il 2015.

## Trama
Horacia Somorostro è stata rilasciata nel 1997 dopo essere stata incarcerata per un crimine che non aveva commesso. Dopo essersi ricongiunta con la figlia, viene a sapere che suo marito è ormai deceduto e che suo figlio è scomparso. Inoltre si rende conto di come una cosa rimanga immutata: il potere e il privilegio dell'élite. Questa convinzione è cementata quando Somorostro scopre che il suo ex ricco amante, Rodrigo Trinidad, è stato colui che l'aveva incastrata per il crimine. Viene anche a sapere di come Trinidad viva recluso in casa sua - come i suoi amici - a causa della paura di un rapimento, attività che ha sempre più come bersaglio i ricchi, al punto che il paese dedica molte energie a ridurre il numero dei rapimenti. Somorostro inizia allora a tramare la sua vendetta.

## Riconoscimenti
- 2016 - Mostra internazionale d'arte cinematografica di Venezia
  - Leone d'oro al miglior film a Lav Diaz